# Timia carbonaria
Timia carbonaria är en tvåvingeart som beskrevs av Friedrich Georg Hendel 1908. Timia carbonaria ingår i släktet Timia och familjen fläckflugor. Inga underarter finns listade i Catalogue of Life.